# Ralph Kronig

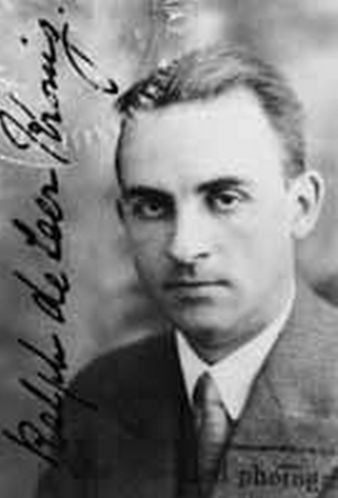
Ralph Kronig

Ralph de Laer Kronig, geboren als Ralph Kronig, (* 10. März 1904 in Dresden; † 16. November 1995 in Zeist) war ein deutsch-US-amerikanischer theoretischer Physiker. Er entdeckte den Teilchenspin vor Uhlenbeck und Goudsmit, veröffentlichte dies aber nicht. Kronig war an der frühen Entwicklung der Quantenmechanik und deren Anwendung z. B. in der Atomphysik und Molekülphysik beteiligt. Das Kronig-Penney-Modell und die Kramers-Kronig-Relation gehen mit auf ihn zurück, wie auch die historisch erste Theorie zur Beschreibung der EXAFS.

## Leben und Werk
Ralph Kronig wurde 1904 in Dresden geboren. Sein Vater, Harold Theodor Kronig, stammte aus Böhmen und war US-amerikanischer Staatsbürger. Seine Mutter, Augusta de Laer, war niederländischer Abstammung. Bis zum Alter von 15 Jahren besuchte er das Gymnasium in Dresden, bevor er mit seiner Familie nach Amerika zog. Er studierte dort an der Columbia University in New York City, wo er 1925 mit der Arbeit Change of Conductance of Selenium due to Electronic Bombardment bei Albert Potter Wills promoviert wurde. In Bezug auf die neueren Entwicklungen in der Physik der Atome war er dort im Studium allerdings größtenteils auf das Selbststudium von Arnold Sommerfelds Atombau und Spektrallinien angewiesen. Ein Jahr zuvor besuchte er die Zentren der Entwicklung der Quantenmechanik in Deutschland und Kopenhagen, wo er unter anderem Niels Bohr, Paul Ehrenfest (den er noch aus New York kannte, und der ihn nach Leiden einlud), Werner Heisenberg, Wolfgang Pauli und Hendrik Anthony Kramers traf. Noch als Student schlug er im Januar 1925 die Einführung des Elektronspins zur Erklärung des Ausschließungsprinzips von Pauli in Tübingen vor, wo Kronig bei Alfred Landé war, nachdem er in Leiden mit Goudsmit eine Arbeit über Atomspektren geschrieben hatte. Sowohl Heisenberg als auch Pauli, den Kronig noch in Tübingen traf, standen dem aber zunächst ablehnend gegenüber, da sie zuvor in ihrem Vorgehen zur Begründung der Quantenmechanik nicht beobachtbare Größen verbannt hatten. Insbesondere die Kritik von Pauli (der dies dennoch für einen „witzigen Einfall“ hielt) ließ Kronig zögern seine Ideen zu veröffentlichen, so dass ihm Uhlenbeck und Goudsmit 1925 zuvorkamen und dafür die Anerkennung als Entdecker des Spins erhielten. Er blieb Pauli (der sein Ausschließungsprinzip nach brieflicher Mitteilung von Kronigs Entdeckung des Spin-Freiheitsgrads veröffentlichte) trotzdem weiter freundschaftlich verbunden und führte mit ihm einen wissenschaftlichen Briefwechsel. 1964 gab er die Gesammelten Werke von Pauli heraus.

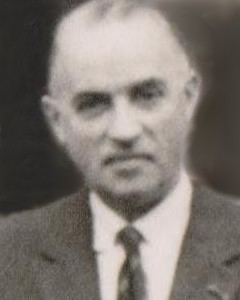
Ralph Kronig, 1963 in Kopenhagen

Kronig war nach der Promotion Instructor und ab 1927 Assistant Professor an der Columbia University. Er stand mit Heisenberg während dessen Entwicklung der Matrizenform der Quantenmechanik in Briefkontakt. Auf Anregung von Isidor Rabi löste er dort die Schrödingergleichung für das Problem des symmetrischen Kreisels. 1927 war er wieder in Europa in Kopenhagen, London und Zürich, wo er im Sommersemester 1928 der Assistent von Pauli war. Ab etwa 1930 lebte er in den Niederlanden, wo er in Groningen der Assistent von Dirk Coster war, ab 1931 als außerordentlicher Professor. Ab 1939 war er Professor für theoretische Physik an der Technische Hogeschool van Delft. Dort blieb er bis zu seiner Emeritierung 1969 und war dort auch zeitweise Rektor.
Neben seinen Arbeiten zu den Grundlagen der Quantenmechanik befasste er sich auch mit Festkörperphysik (Kronig-Penney-Modell 1931, ein eindimensionales Modell von Elektronen in Kristallen, das die Entwicklung von Bandstrukturen zeigt) und galt als Experte für die Theorie der Molekülspektren. In den Jahren 1931/32 entwickelte er auf Grundlage des Kronig-Penney-Modells die erste EXAFS-Theorie zur Feinstruktur der Röntgenabsorptionsspektren oberhalb von Absorptionskanten. Dieses wurde damals experimentell gut bestätigt und wies bereits wesentliche Aspekte der modernen EXAFS-Formel von Farrell W. Lytle, 1971, auf.
1927 wurde er Fellow der American Physical Society. Von 1946 bis 1969 war er ordentliches und ab 1969 auswärtiges Mitglied der Königlich Niederländischen Akademie der Wissenschaften (KNAW). 1962 erhielt er die Max-Planck-Medaille.

## Schriften
- On the theory of the dispersion of X-rays. In: Journal of the Optical Society of America. Band 12. 1926, S. 547–557. (Kramers-Kronig-Relationen)
- Band spectra and molecular structure. Cambridge University Press 1930.
- mit William Penney: In Proc. Roy. Soc. A., Band 130. 1931, S. 409. (Kronig-Penney Modell)
- The Optical Basis of the theory of Valency. MacMillan, New York 1935.
- Herausgeber: Textbook of Physics. Pergamon Press 1959.
- The Turning Point. In Markus Fierz, Victor Weisskopf: Theoretical Physics in the Twentieth Century. A Memorial Volume to Wolfgang Pauli. Interscience 1960, S. 5–39.